# Spelunky
Spelunky és un videojoc independent de plataformes creat per Derek Yu l'any 2008 i alliberat com a freeware per al sistema Windows de Microsoft. Va ser refet l'any 2012 per a Xbox 360 i aparegué a diversos sistemes, incloent una reedició per a Windows. El jugador controla un personatge que explora una sèrie de coves mentre recull tresors, salva damsiseles, venç enemics, i esquiva trampes. Les coves són generades de forma procedimemtal, fent cada nova partida única. Spelunky és un dels primers jocs en barrejar conceptes dels roguelikes amb plataformes de visió lateral. A causa de la seva popularitat, va exercir una gran influència per a molts més jocs dels anomenats "rogue-lite".